# Комишинка (Абатський район)
Коми́шинка (рос. Камышинка) — присілок у складі Абатського району Тюменської області, Росія.
Населення — 190 осіб (2010, 261 у 2002).
Національний склад станом на 2002 рік:
- росіяни — 98 %